# Cormocephalus novaehollandiae
Cormocephalus novaehollandiae är en mångfotingart som först beskrevs av Kraepelin 1908.  Cormocephalus novaehollandiae ingår i släktet Cormocephalus och familjen Scolopendridae. Inga underarter finns listade i Catalogue of Life.